# هيساشي إيجاوا
هيساشي إيجاوا (باليابانية: 井川 比佐志) هو ممثل ياباني، ولد في 17 نوفمبر 1936.

## أعمال

### أفلام
- (1985) ران
- (1999) بعد المطر

## وصلات خارجية
- هيساشي إيجاوا على موقع IMDb (الإنجليزية)
- هيساشي إيجاوا على موقع روتن توميتوز (الإنجليزية)
- هيساشي إيجاوا على موقع ألو سيني (الفرنسية)
- هيساشي إيجاوا على موقع أول موفي (الإنجليزية)
- هيساشي إيجاوا على موقع قاعدة بيانات الفيلم (الإنجليزية)